# Karstwanderweg

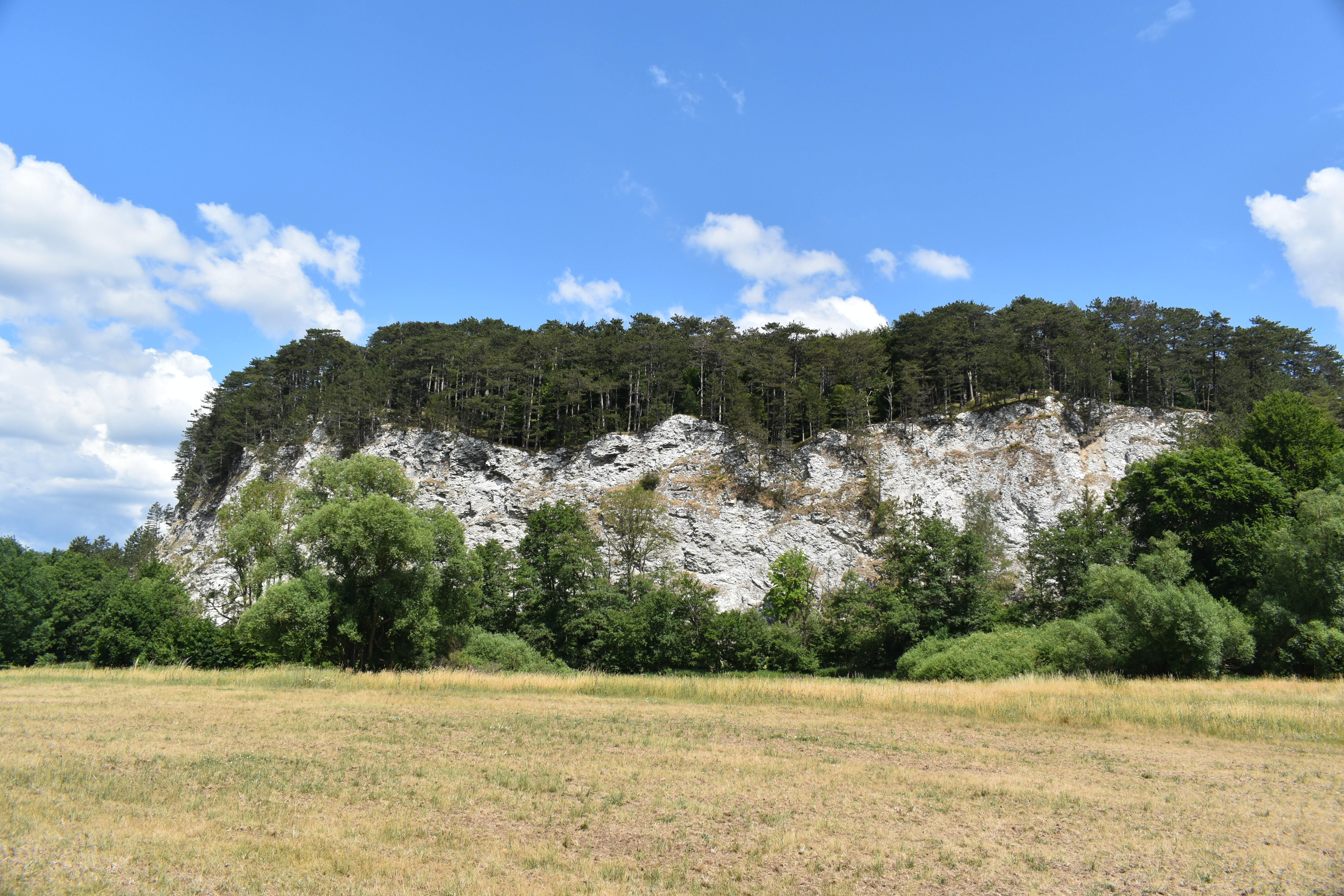
Sachsenstein bei Neuhof

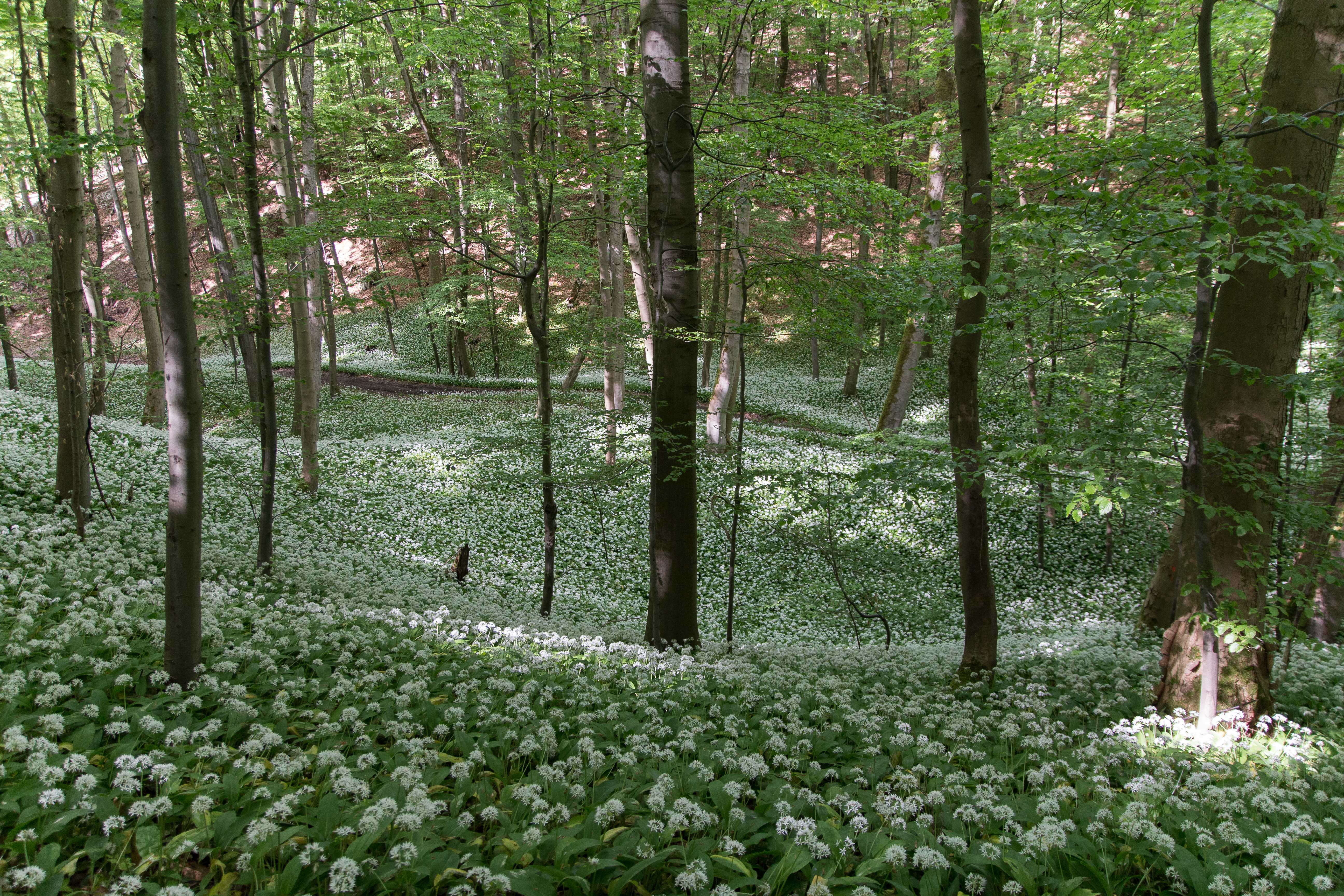
Bärlauchblüte im Buchenwald der Rüdigsdorfer Schweiz

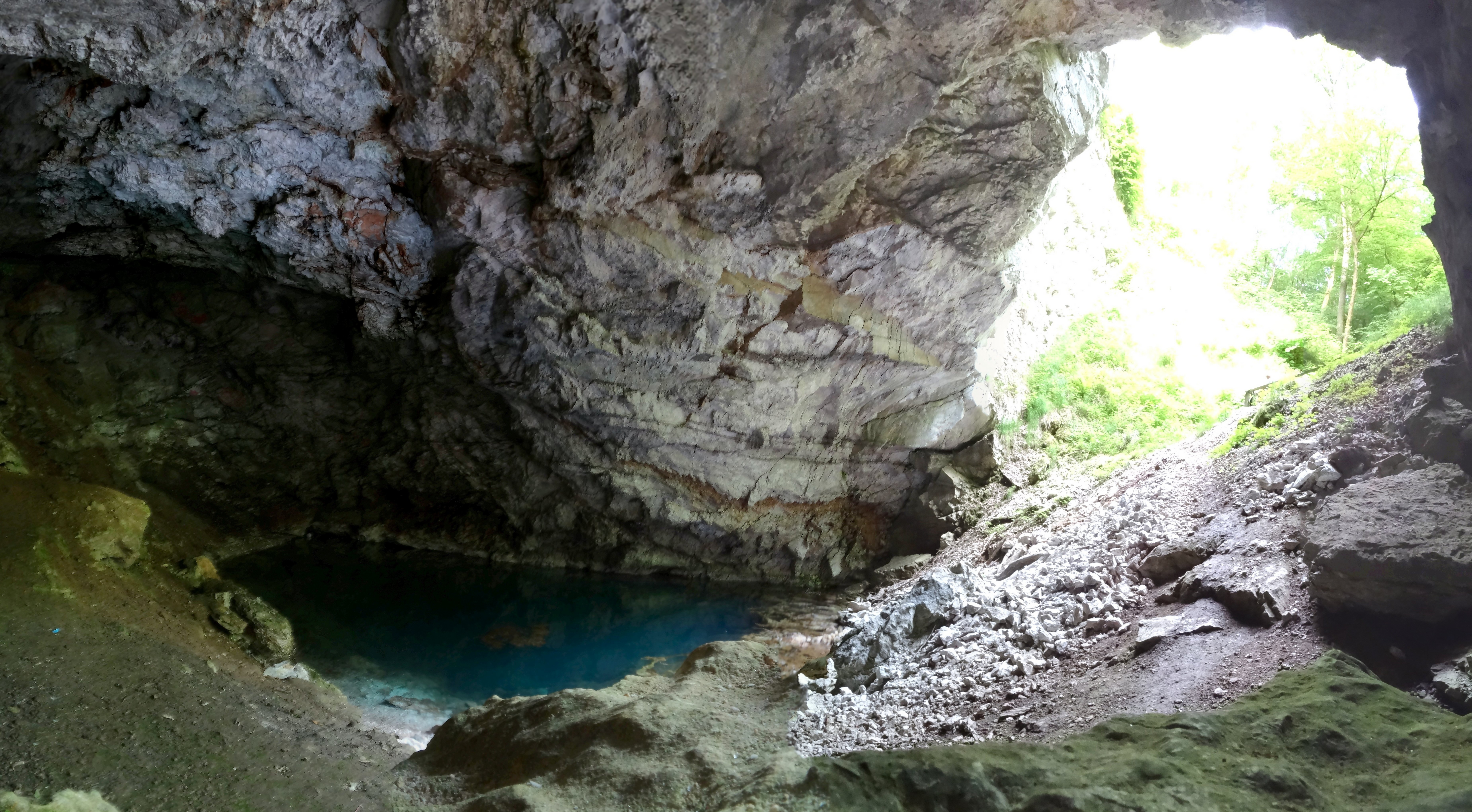
Kelle-Höhle bei Appenrode

Der Karstwanderweg Südharz ist ein 265 km langer, ausgeschilderter und markierter Wanderweg in der mitteldeutschen Karstlandschaft der drei Landkreise Mansfeld-Südharz in Sachsen-Anhalt, Nordhausen in Thüringen und Göttingen in Niedersachsen.
Für den Karstwanderweg wurde nach 2007 eine eigene Markierung kreiert. Es handelt sich um den weißen Anfangsbuchstaben K auf einem roten Querbalken über weißem Grund.
2017 wurde der bereits einige Zeit zuvor eingerichtete und beschilderte Stichweg (21 km) vom niedersächsischen Förste nach Bad Grund auch offizieller Teil des Karstwanderwegs. Im niedersächsischen Teil befinden sich 200 Erläuterungstafeln zur Geologie und Geschichte.

## Beschreibung
Er führt vom sachsen-anhaltischen Pölsfeld durch die Karstlandschaft des Südharzer Zechsteingürtels, unter anderem durch die Rüdigsdorfer Schweiz und die KZ-Gedenkstätte Mittelbau-Dora, ins niedersächsische Förste. Von dort verläuft der 2011 und 2014 zertifizierte Wanderweg „Wanderbares Deutschland“ auf einer nördlichen Route wieder in den thüringischen Landkreis Nordhausen zurück und trifft in Gudersleben auf den südlichen Weg.
Der Weg erschließt zahlreiche Naturschönheiten, darunter Höhlen wie die Heimkehle, Dolinen, Erdfälle wie den Juessee oder den Beberteich und die Schwimmende Insel, zu- und abflusslose Gewässer wie den Ochsenpfuhl, den Aschenhütter Teich, den Wiedensee und den Kesselsumpf, Moorlandschaften wie die Teufelsbäder, Karstquellen wie die Rhumequelle und das Teufelsloch, Bachschwinden und Flussversinkungen wie den Bauerngraben und die Versickerung der Sieber, sowie zahlreiche Gipsfelsen.
Die mittelalterlichen Wüstungen Hage, Königshagen und Smerbeke liegen am Karstwanderweg.
Von Februar bis Dezember werden Geführte Sonntagswanderungen in der Gipskarstlandschaft Südharz mit Historikern und Geologen angeboten.

## Etappen und Rundwanderwege
Auf der offiziellen Webseite werden folgende Etappen vorgeschlagen:
- Herzberg – Scharzfeld – Barbis (14 km)
- Barbis – Bad Lauterberg – Osterhagen (9 km)
- Uftrungen (Heimkehle, St. Andreas) – Bauerngraben – Questenberg (Burg Questenberg, Wallburg Queste, Dinsterbachschwinde) – Hainrode (St. Bartholomäus, Ankenbergschwinde) (21 km)

Diese Streckenwanderungen decken nur einen kleinen Teil des Karstwanderwegs ab. Daher gibt es zusätzlich folgende Rundwanderwege:
- Osterode – Förste – Ührde – Osterode (21,5 km)
- Osterode – Hörden – Düna – Osterode (25,5 km)
- Osterode – Oberhütte – Osterode (20 km)
- Walkenried – Himmelreich – Walkenried (10 km)
- Südlich Bad Lauterberg: Winkeltal – Butterberg – Eulenstein – Winkeltal (9 km)
- Rund um die Wasserscheide Weser–Elbe: Steina – Nüxei – Bartolfelde – Steina (18 km)
- Tettenborn-Kolonie – Nüxei – Römerstein – Trogstein – Tettenborn-Kolonie (6 km)
- Herzberg – Hörden – Mühlenberg – Herzberg (16 km)
- Rund um Scharzfeld:
  - Kleine Rundwanderung (8,5 km)
  - Große Rundwanderung: Scharzfeld – Barbis – Scharzfeld (18 km)
- Rundwanderweg im NSG Hainholz/Beierstein (8,5 km)
- Rund um Klettenberg (4 km)
- Liebenrode – Steinsee – Liebenrode (8 km)
- Förste – Ührde – Förste (19 km)
- Rund um Steigerthal (7,5 km)
- Rüdigsdorfer Schweiz/Krimderode
  - Kleine Rundwanderung (2,5 km)
  - Große Rundwanderung: Rüdigsdorf – Petersdorf – Krimderode – Rüdigsdorf (7,5 km)
- Rundwanderwege im Alten Stolberg
  - Kleine Rundwanderung (4 km)
  - Große Rundwanderung: Steigerthal – Kalkhütte – Steigerthal (7,5 km)

## Karten
- Wanderleporello: Karstwanderweg Südharz. Karstwanderweg mit Kilometrierung, Erläuterung der Karsterscheinungen, Rundwanderwege rund um den Karst 1:33.000. Kartographische Kommunale Verlagsgesellschaft, Nordhausen 2021, ISBN 978-3-86973-220-6